# 高木文平
高木 文平（たかぎ ぶんぺい、天保14年3月11日（1843年4月10日） - 明治43年（1910年）9月27日）は、京都府出身の経済人。
日本で初めて営業用の電車を運行させた京都電気鉄道の初代社長。「電気王」「電気翁」の名を残した。長男の七太郎は戦艦比叡などで艦長を務めた帝国海軍軍人。法学博士で貴族院議員をつとめた高木豊三は実弟。

## 経歴
父正福、母琴子の長男として丹波国桑田郡神吉下村（のち京都府北桑田郡神吉村、現・京都府南丹市）に生まれた。幼名は文太郎。高木家は神吉で16、7代にわたって農業を営む旧家で、文平の曽祖父の代まで村の大庄屋を務め、祖父の代より苗字帯刀を許されて旗本武田兵庫の代官となっていた。
1862年（文久2年）から3年間江戸へ出て武田家の用人見習いを務めた文平は、父が没した1867年（慶応3年）に24歳で家督を継ぎ代官職を世襲した。翌年、官軍に恭順して本領を安堵。明治維新後は神吉に私学を開校して無償で学童教育を始めたが、槇村正直知事の時代に、土地、校舎、教員など一切を村に譲り渡し（のちの及時小学校、神吉小学校）、自身は灌漑を目的とする土木工事などに注力した。この間、廃藩置県を経て京都府の管轄下となった地元で区長を務め、明治9年京都府庁に登用され監察官となった。
その後実業界に転じ、衰退著しい京都の経済振興を図る目的から、京都名産会社を立ち上げて直輸出事業を始めたほか、商工業者の連結を策して浜岡光哲らと京都商業会議所（現京都商工会議所）を設立、初代会長に選出された。1884年（明治17年）勧業諮問会の総代として北垣国道知事に同行し、琵琶湖疏水事業の特許請願のため東上。1888年（明治21年）には、運河水利の実情調査のため田辺朔郎と共にアメリカ合衆国を視察し、アスペン (コロラド州)で成功まもない水力発電（鉱山の灯用）の試運転に巡り合う幸運に浴したほか、ボストン近郊のリン (マサチューセッツ州)に立ち寄り、街中を電気で走る車（路面電車）を実地に見学した。蹴上発電所落成の2年後、河原林義雄らと共に電鉄会社の設立を発起するに至り、翌1894年（明治27年）2月に京都電気鉄道株式会社の初代社長に就任、日本初の営業用電気鉄道を京都に走らせた。
この間、政界では府会議員、上下京連合区会議員、市参事会員に奉職し、北垣府政の下で琵琶湖疏水事業や鴨川運河の建設に関係した。
1900年（明治33年）には同郷の中川小十郎が設立した京都法政学校（現在の学校法人立命館、立命館大学）の設立賛助員も務めている。
発起人として名を連ねた宇治川電気の発電事業が完成する前に病に倒れ、療養中だった1910年（明治43年）9月27日、洛西嵯峨の別宅にて死去した。68歳没。墓碑（法名「高照院法電旺文居士」）は黒谷墓地（金戒光明寺）にある。葬儀では次のような弔辞が読まれた。
 わが京都市の君が経営の恩恵に浴するもの蓋（けだ）し尠（すくな）しとせず。回顧すれば明治十六年琵琶湖疏水工事の起るや、君率先衆議を排し東奔西走、ついにこれが着手を見る。その選ばれて常務委員となるや寒暑を凌ぎ風雪を冒し、もって工程の督励に努む。ついで水力電気の議起るや君また熱心唱道、ついに渡米調査を遂げ帰来、全国に先立ちて市街電気鉄道を営始するに至れり…。このほか直接と間接とを問わず、君が本市に尽せし勤労は実に枚挙に遑あらず。知るべし、本市が君の恩恵を受くるの深甚なるを。…君が本市に資せられたる功績…その名誉は事業と共に不朽に伝うべきなり。—京都市長西郷菊次郎、弔辞
郷里の八木町神吉区には「高木文平生家」が残されている。

### 年譜
- 1876年（明治9年） - 8月監察掛十二等出仕（小監察）[21]
- 1877年（明治10年） - 8月六等警部・監察掛六等属[22]
- 1878年（明治11年） - 9月六等警部・監察掛六等属（兼良木栽培掛）[23]
- 1879年（明治12年） - 京都名産会社設立[24][25]
- 1880年（明治13年） - 4月府議当選[15]
- 1881年（明治14年） - 3月府議辞任[15]
- 1882年（明治15年） - 10月京都商業会議所発足[26]
- 1883年（明治16年） - 9月勧業諮問会会員[27]
- 1884年（明治17年） - 2月勧業諮問会疏水東上委員[28]、6月府議当選[15]
- 1885年（明治18年） - 京都名産会社倒産[29]、5月商業会議所会長退任[29]
- 1888年（明治21年） - 2月府議改選当選者[30]（再選[15]）、10月20日横浜発アメリカ視察へ[31]
- 1889年（明治22年） - 2月帰国[32]、4月下京区撰出議員当選[33]、7月2日土木常設委員[34]
- 1890年（明治23年） - 2月京都市参事会名誉職参事会員[35]、3月府議辞任[15]
- 1891年（明治24年） - 2月下京区撰出議員失資格[33]
- 1894年（明治27年） - 京都電気鉄道社長
- 1906年（明治39年） - 宇治川電気取締役
- 1910年（明治43年） - 死去

## 親族
- 父：高木正福（しょうふく） - 通称文右衛門、慶応3年没
- 母：琴子（旧姓岡本） - 豊三の産後に死去、嘉永5年5月17日没[36]
- 弟：高木常之助 - 帝国陸軍軍人[37]
- 弟：高木豊三（嘉永5年5月生） - 貴族院議員
- 弟[38]：西田由（にしだゆう、1853年〈嘉永6年〉11月生） - 6歳で西田家養子、京都府学務課に出仕、京都帝国大学庶務課長、島根師範学校校長を経て大同生命取締役、1913年〈大正2年〉1月没[39]
- 妻：茂登（元子）
  - 長男：高木七太郎（明治2年4月5日生） - 大正6年予備役海軍少将、妻きく（旧姓中村）との間に一男（高木正綱）[40]
  - 次男：高木六次郎（明治4年4月生） - 若くして米国に移住[41]、妻ルルベル・ウィテ[42]
  - 三男：高木忠（1876年〈明治9年〉生） - 大同生命保険東北支店長、妻キヨ子（旧姓澤井）[43]
  - 長女
  - 次女
- 後妻：ミネ（旧姓早藤）[40]
  - 四男
  - 五男：高木文五（1886年〈明治19年〉12月25日生） - 早大商科卒、宇治川電気総務部長兼秘書課長[44]、庶路・本岐炭鉱株式会社代表取締役[42]などを経て、大東電気機械製造株式会社専務、大阪電機工業所、大阪陶業、近江鉄道各株式会社取締[45]